# Ả Rập Xê Út tại Thế vận hội
Ả Rập Xê Út đã tham gia mười kỳ Thế vận hội Mùa hè. Nước này góp mặt lần đầu tại kỳ Thế vận hội Mùa hè 1972 ở München, Tây Đức. Ả Rập Xê Út chưa từng tham dự Thế vận hội Mùa đông.

## Cho phép phụ nữ tham gia thi đấu

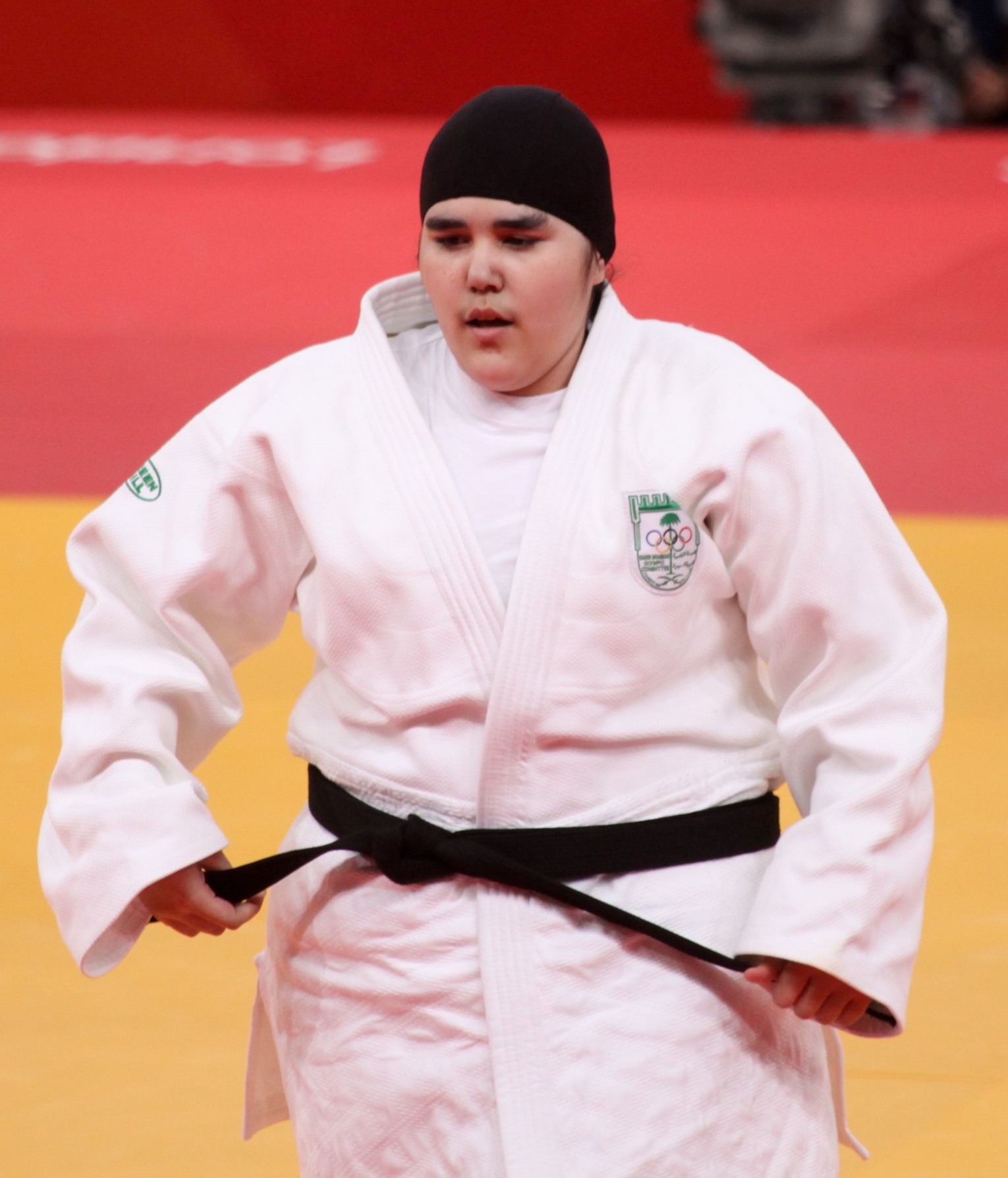
Wojdan Shaherkani, vận động viên nữ đầu tiên đến từ Ả Rập Xê Út tranh tài tại Thế vận hội, kỳ năm Thế vận hội Mùa hè 2012, môn Judo

Theo luật Ả Rập Xê Út, phụ nữ, cho tới tận gần đây, không được tham gia thi đấu tại Thế vận hội. Tuy nhiên, với sức ép từ Ủy ban Olympic Quốc tế, vào tháng 6 năm 2012 Đại sứ quán Saudi ở Luân Đôn thông báo nước này sẽ gửi các vận động viên (VĐV) nữ tới Thế vận hội Mùa hè 2012.
Đã xuất hiện những lời kêu gọi cấm Ả Rập Xê Út dự Thế vận hội cho đến khi quốc gia này cho phép phụ nữ thi đấu—nổi bật là từ Anita DeFrantz, chủ tịch Ủy ban Phụ nữ và Thể thao của Ủy ban Olympic Quốc tế, vào năm 2010. Năm 2008, Ali Al-Ahmed, giám đốc Viện Các vấn đề Vùng Vịnh, cũng kêu gọi cấm Ả Rập Xê Út tham gia đại hội, chỉ ra việc cấm đoán các VĐV nữ là vi phạm hiến chương của Ủy ban Olympic Quốc tế. Phát biểu rằng phân biệt giới tính cũng không thể chấp nhận được tương tự như phân biệt chủng tộc, ông lưu ý: "15 năm qua, nhiều tổ chức phi chính phủ quốc tế trên toàn cầu đã cố gắng vận động hành lang IOC (Ủy ban Olympic Quốc tế) thực thi tốt hơn các quy định của chính ủy ban về cấm phân biệt giới tính. [...] Trong khi các nỗ lực [của IOC] đã mang lại kết quả là gia tăng số lượng các VĐV Olympic nữ, IOC còn ngại tỏ ra cứng rắn và ngại đưa ra cảnh báo đình chỉ hay khai trừ các nước đang phân biệt."
Dalma Rushdi Malhas đã thi đấu tại Thế vận hội Trẻ Singapore 2010 và giành huy chương đồng đua ngựa (xem Ả Rập Xê Út tại Thế vận hội Trẻ Mùa hè 2010).
Ả Rập Xê Út đồng ý, vào ngày 12 tháng 7 năm 2012, gửi hai VĐV nữ tới Thế vận hội Mùa hè 2012 ở Luân Đôn, Anh. Đó là Wojdan Shaherkani môn judo và VĐV chạy cự li 800 mét Sarah Attar. Trước tháng 6 năm 2012, Ả Rập Xê Út cấm VĐV nữ thi đấu tại Thế vận hội.

## Bảng huy chương

### Theo kỳ Thế vận hội
| Thế vận hội        | Vàng | Bạc | Đồng | Tổng số |
| ------------------ | ---- | --- | ---- | ------- |
| Sydney 2000        | 0    | 1   | 1    | 2       |
| Luân Đôn 2012      | 0    | 0   | 1    | 1       |
| Tổng số (2 đơn vị) | 0    | 1   | 2    | 3       |

### Theo môn thi đấu
| Môn                | Vàng | Bạc | Đồng | Tổng số |
| ------------------ | ---- | --- | ---- | ------- |
| Điền kinh          | 0    | 1   | 0    | 1       |
| Đua ngựa           | 0    | 0   | 2    | 2       |
| Tổng số (2 đơn vị) | 0    | 1   | 2    | 3       |

## VĐV giành huy chương
| Huy chương | Tên                                                                | Thế vận hội   | Môn       | Nội dung             |
| ---------- | ------------------------------------------------------------------ | ------------- | --------- | -------------------- |
| Bạc        | Hadi Al-Somaily                                                    | Sydney 2000   | Điền kinh | 400 mét vượt rào nam |
| Đồng       | Khaled Al Eid                                                      | Sydney 2000   | Đua ngựa  | Nhảy ngựa cá nhân    |
| Đồng       | Ramzy Al Duhami Abdullah Al Saud Kamal Bahamdan Abdullah Sharbatly | Luân Đôn 2012 | Đua ngựa  | Nhảy ngựa đồng đội   |